# El Burés
El Burés, també conegut com la Colònia Burés, és una antiga colònia tèxtil fundada al darrer quart del segle xix dins del terme municipal de Castellbell i el Vilar (Bages). És una obra protegida com a bé cultural d'interès local. Amb 352 habitants censats el 2006, era el tercer nucli més poblat del municipi. Juntament amb el Borràs i la Bauma, celebra la festa major el 15 d'agost.
Compta amb la històrica coral Capella de Música Burés, fundada el 1915 com a Orfeó la Formiga i que el 1939 va canviar el seu nom per l'actual.
Al Burés hi ha el dispensari del municipi, una església i un parell de polígons industrials, un dels quals al baix Vilar, tocant al Borràs.

## Situació
És a la vora esquerra del riu Llobregat, a un quilòmetre aigua amunt del Borràs, cap del municipi. Situada sota el turó del Vilar, és a l'altra banda de riu del castell de Castellbell. Està comunicat amb el Borràs per la carretera local BP-1121, amb Rellinars per la B-122 i amb Marganell per la BV-1123, a l'altra banda del Llobregat. Travessen el riu el Pont Vell de Castellbell, del segle xv, i el Pont Nou, de 1884, per on passa la carretera BV-1123, que connecta amb la C-55 entre Sant Vicenç de Castellet i Monistrol de Montserrat. A l'altra banda del riu hi ha també l'estació de Castellbell i el Vilar de la línia R5 (Llobregat-Anoia) dels Ferrocarrils de la Generalitat.

## Història

### Orígens

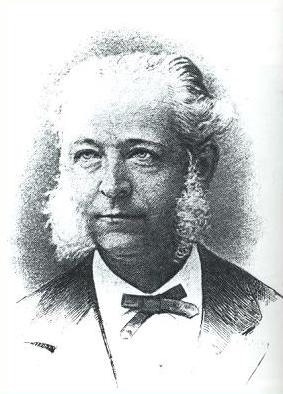
Esteve Burés

Els Burés eren una família d'industrials manresans que es dedicaven inicialment a la cinteria de cotó i de seda i que entraren en la indústria del filat i del teixit de cotó. El creixement de llur negoci va lligat històricament al dels Borràs, una altra família industrial manresana. El 1846 Oleguer Borràs i Castelltort i Francesc Burés i Balet formaren societat amb altres industrials per posar en marxa una fàbrica de filats i teixits de cotó a Manresa. Al cap de pocs anys, el 1851, Borràs i Burés compraren terrenys a Sant Joan de Vilatorrada, al peu del Cardener, per construir-hi dues noves fàbriques, la fàbrica Borràs i la fàbrica Burés (o fàbrica del mig), i vengueren a un tercer industrial manresà, Francesc Gallifa, la tercera part de les terres perquè hi construís la seva fàbrica. Els tres fabricants compartien l'ús de la resclosa i el canal. A més, les dues famílies van implicar-se en la vida política de Manresa i ocuparen diferents càrrecs a l'Ajuntament a finals del segle xix.
Les relacions entre els Borràs i els Burés es van estrènyer encara més amb el matrimoni de la filla dels Borràs, Ramona, amb l'hereu dels Burés, Esteve, tot i que també van passar èpoques de tensions i males relacions quan ambdues famílies competien per buscar terrenys i construir noves fàbriques i fer front a la important demanda del moment. Fou aleshores quan junts, Esteve Burés i el seu sogre, Oleguer Borràs, escolliren terrenys a Castellbell i Vilar, prop de les fàbriques de la Bauma, i fou l'origen de les dues colònies germanes.
La colònia Burés fou creada el 1872 per Esteve Burés i Arderiu. Com en totes les colònies de riu, les obres van començar per la construcció de la resclosa i el canal, a la qual seguí la fàbrica. Durant aquests anys de construcció, els obrers dormien en barraques i menjaven en cantines improvisades. També va caldre millorar la comunicació amb l'estació de ferrocarril de la línia Barcelona-Saragossa, l'enllaç amb la carretera de Montserrat sobretot l'enllaç amb Manresa. D'altra banda, el que configura més la fesomia de la colònia són els habitatges dels treballadors, que eren plurifamiliars i seguien un patró molt comú: cuina-menjador amb llar de foc, fogons i aigüera, quatre habitacions, un rebost, i alguns amb galeria exterior, on hi havia la comuna. A més dels habitatges, la colònia disposava de forn de pa, botigues, escoles de nois i noies, església, casino i la torre de l'amo. Per a construir la colònia es va arreglar el pont vell i es va construir el pont nou i la carretera que unia Monistrol amb Manresa.

### Creixement i esplendor de la colònia
Des del seu inici, el Burés era una colònia desenvolupada, ja que comptava amb edificis de serveis, església i torre de l'amo, tot i que actualment el creixement urbà ha canviat completament el seu caràcter i té més aviat l'aspecte d'un poble allargassat.
Els Burés es van construir un primer habitatge prop de la fàbrica, un edifici que compartia espai amb la cantina, però a final del segle xix els Burés es bastiren una torre d'acord amb la seva situació econòmica. Es va construir dalt d'un turó, apartada de la colònia, però des d'on es dominava tota, en un indret més elevat que el castell de Castellbell. Es tracta d'un edifici de planta quadrada de 20 de costat, amb un pati central il·luminat per una altiva torratxa de dos pisos. Entre altres dependències, la torre té soterrani, celler, estable, sala de piano i oratori. Pel que fa als serveis, el 1934 es construí el Casino, i fou la seu de l'orfeó de La Formiga (1893), que des de 1934 es coneix com a Capella de Música Burés.
Les inundacions de 1970 van ocasionar greus desperfectes a la fàbrica, però amb ajudes estatals s'aconseguí inaugurar-ne una de nova, separada del riu. No obstant això, aquesta època coincideix amb la crisi del sector tèxtil i no s'aconseguí posar en marxa la totalitat de la nova instal·lació. El 1979 la plantilla havia arribat a 920 treballadors. L'empresa va tancar definitivament les portes el 1991.
A més de la colònia de Castellbell i el Vilar, els Burés havien expandit la seva producció el 1887, amb la inauguració d'una colònia nova a la Selva, al peu del riu Ter, la colònia Burés d'Anglès, llavors amb la societat anomenada Burés i Salvadó. Aquesta nova indústria seria la joia de la companya i arribaria a ocupar fins a 880 treballadors abans de la guerra civil.